# 張啟龍 (編導)
張啟龍，香港導演, 2013年加入無綫電視入職助理編導, 2015年離開無綫電視。離開後自由身擔任劇集、電影和網絡電影等副導演工作。2020年參與執導《香港愛情故事》, 為首部導演的作品。

## 簡歷
《香港愛情故事》為首部執導作品。同年12月初，該劇成為首齣獲安排在翡翠台黃金時段（星期一至五 10：30 - 11：30）內播放的第四線劇集，除了收視理想和得到不俗的口碑，更奪得《萬千星輝頒獎典禮2020》多個獎項，包括「最佳男配角」（白彪）、「最受歡迎電視女角色」（龔嘉欣）及「最受歡迎短篇劇集」。經常與林肯 (編導)合作, 為其執導《青年心城之撐起青春》,《青春不要臉》,《仁濟心》, 《婚後事》等作品。

## 作品

### 導演
- 2020年：《香港愛情故事》
- 2021年：《青年心城之撐起青春》
- 2022年：《青春不要臉》
- 2022年：《仁濟心》
- 2024年：《婚後事》